# Taira no Koremori
En aquest nom japonès, el cognom és Taira.
Taira no Koremori (平維盛) (1160 – 1184?) va ser un dels comandants del Clan Taira a les Guerres Genpei de l'última part de l'era Heian de la Història del Japó. Fill de Taira no Shigemori i net de Taira no Koemori. Va ser derrotat en la batalla de Fujigawa el 1180, i una altra vegada a la batalla de Kurikara. El 1184, va escapar de la batalla de Yashima, i suposadament es va suïcidar.